# Cempaga (Bangli)
Cempaga is een bestuurslaag in het regentschap Bangli van de provincie Bali, Indonesië. Cempaga telt 7517 inwoners (volkstelling 2010).